# MT Pegasi
MT Pegasi eller HD 217813 är en ensam stjärna belägen i den mellersta delen av stjärnbilden Pegasus. Den har en skenbar magnitud av ca 6,62 och kräver en handkikare för att kunna observeras. Baserat på parallax enligt Gaia Data Release 3 på ca 41,16 mas, beräknas den befinna sig på ett avstånd på ca 79 ljusår (24 parsek) från solen. Den rör sig bort från solen med en heliocentrisk radialhastighet på ca 2 km/s. Stjärnan ingår i Ursa Major rörelsegrupp, en samling stjärnor som härstammar från samma öppna stjärnhop och nu har gemensam egenrörelse genom rymden.

## Observation
MT Pegasi anses vara en ung solliknande stjärna, vilket betyder att den är en stjärna av soltyp som representerar hur en ung, mer aktiv sol kan ha uppstått när den var mindre än 1,5 miljarder år gammal. Den uppskattade åldern baserad på den kromosfäriska aktivitetsnivån är 397 miljoner år, enligt Gray et al. (2015). Marsden et al. (2014) gav en högre åldersuppskattning på 1,2 miljarder år, men med en felmarginal som överlappar det lägre värdet. Åldersuppskattningar av Ursa Major-gruppen är cirka 300 miljoner år.

## Egenskaper
Primärstjärnan MT Pegasi är en gul till vit stjärna i huvudserien av spektralklass G1 V. Harlan och Taylor (1970) gav den spektralklass G5 V, men denna gav en svag matchning till färgindex. Den har en massa som är lika med ca 1,07 solmassor, en radie som är ca 1,01 solradier och utsänder energi från dess fotosfär motsvarande ca 1,07 gånger solen vid en effektiv temperatur av ca 5 900 K.

Ljuskurva i visuella bandet för MT Pegasi anpassad från observationer av All Sky Automated Survey mellan 2003 och 2009.

HD 217813 visades 1995 vara variabel och fick därför variabelbeteckningen MT Pegasi. Den har variationer i ljusstyrka med en period på flera dygn, vilket orsakas av stjärnfläckar som moduleras av stjärnans rotationsperiod. Stjärnan klassificeras som en BY Draconis-variabel.